# George Cathcart
Sir George Cathcart GCB (12 de maio de 1794 – 5 de novembro de 1854) foi um general e diplomata britânico. Nasceu em Renfrewshire, filho de William Cathcart, 1.º Earl Cathcart. Depois de estudar no Eton College e em Edimburgo, ingressou no exército em 1810. Serviu nos Estados Unidos da América e na Flandres; distinguiu-se no bombardeamento a Copenhaga; representou a Inglaterra na corte do Império Russo e no Congresso de Viena.
De 1852 a 1853 foi governador da Colónia do Cabo, dando a primeira constituição à colónia, que terminou as Guerras Xhosa e esmagou os Basutos. Foi morto na Batalha de Inkerman na Guerra da Crimeia.